# Attila Czanka
Attila Czanka (Cluj, 1º maggio 1969) è un ex sollevatore rumeno naturalizzato ungherese, vincitore di medaglie ai campionati mondiali e campione europeo, che ha gareggiato nella categoria dei pesi piuma (fino a 60/64 kg.).

## Carriera
All'età di soli 17 anni Attila Czanka, come atleta rumeno, vinse la medaglia d'argento nella categoria fino a 60 kg. ai Campionati mondiali di Sofia 1986 con 290 kg. nel totale.
L'anno seguente ottenne la stessa medaglia ai Campionati europei di Reims con 307,5 kg. nel totale, dietro al bulgaro Stefan Topurov (310 kg.) e davanti al sovietico Muchady Sedaev (stesso risultato di Czanka).
Nel 1988 vinse la medaglia di bronzo ai Campionati europei di Cardiff con 315 kg. nel totale e qualche mese dopo partecipò alle Olimpiadi di Seul, dove però non riuscì a concludere la gara, avendo fallito i tre tentativi di ingresso nella prova di strappo.
Nel 1989 ottenne la medaglia di bronzo ai Campionati mondiali ed europei di Atene con 305 kg. nel totale.
L'anno seguente riuscì a salire sul più alto gradino del podio ai Campionati europei di Aalborg, conquistando la medaglia d'oro con 310 kg. nel totale, davanti al bulgaro Nikolaj Pešalov (287,5 kg.).
A partire dal 1991 Attila Czanka rappresentò l'Ungheria in campo internazionale e con la nuova maglia nazionale ottenne la medaglia di bronzo ai Campionati europei di Władysławowo dello stesso anno con 287,5 kg. nel totale.
Nel 1992 prese parte alle Olimpiadi di Barcellona, classificandosi al 7º posto finale con 285 kg. nel totale.
Si riscattò l'anno successivo, conquistando la medaglia d'oro ai Campionati europei di Sofia con 315 kg. nel totale nella nuova categoria dei pesi piuma (fino a 64 kg.), battendo il greco Valerios Leōnidīs (312,5 kg.).
Nel 1994 Attila Czanka ottenne il suo ultimo podio in grandi eventi internazionali, vincendo la medaglia di bronzo ai Campionati mondiali di Istanbul con 312,5 kg. nel totale.
Nel corso della sua carriera realizzò anche un record del mondo nella prova di strappo della categoria fino a 64 kg.